# Cameron Fillery
Cameron Fillery (2 de noviembre de 1998) es un deportista de Reino Unido que compite en atletismo. Ganó una medalla de bronce en el Campeonato Europeo de Atletismo Sub-23 de 2019, en la prueba de 110 m vallas.